# Rura preizolowana

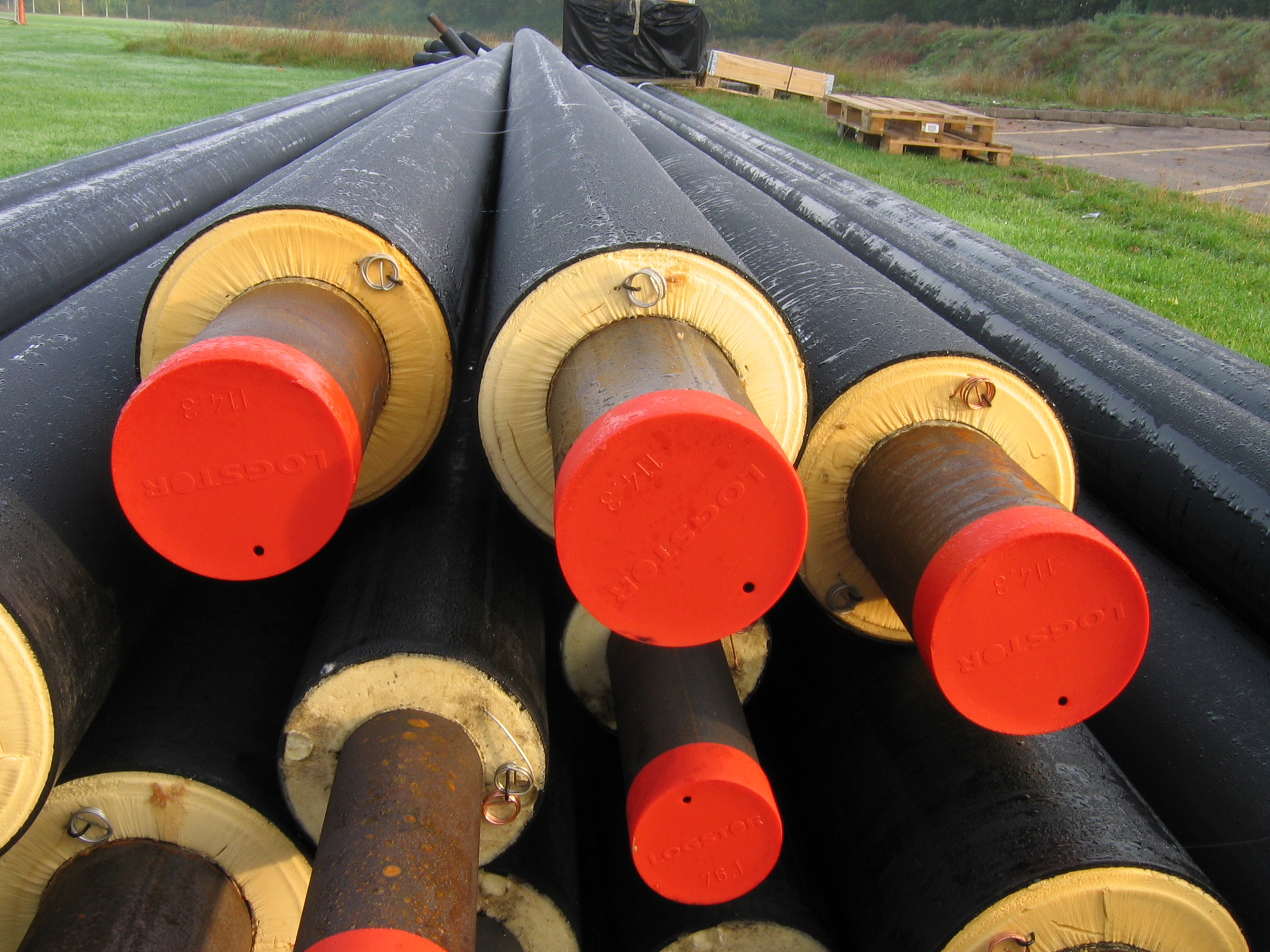
Rury preizolowane stosowane w sieciach ciepłowniczych.

Rura preizolowana (ang. insulated pipe) – rura posiadająca fabrycznie wykonaną zewnętrzną warstwę izolacji cieplnej.   
Technologia rur preizolowanych rozwinęła się z powodu znacznych strat ciepła w trakcie przesyłu i podatności na awarie tradycyjnych sieci ciepłowniczych. Na świecie rury tego typu zaczęto stosować w latach 70. XX wieku, natomiast w Polsce od 1989 roku. Rury w tej technologii nie wymagają dodatkowej izolacji w wykopie lub kanale (na miejscu ich montażu izoluje się dodatkowo tylko łączenia i niezbędną armaturę).     
Do zalet rur preizolowanych zalicza się m.in. dobrą jakość i trwałość izolacji (wykonywanej w warunkach fabrycznych), możliwość układania rur bezpośrednio w gruncie, mniej robót do wykonania na placu budowy, mniejsze rozmiary wykopów, oszczędności czasowe i inwestycyjne oraz stały monitoring stanu rur poprzez system alarmowy umieszczony w izolacji.    
Rura tego typu składa się z kilku warstw. Podstawowym elementem jest rura przesyłowa, której funkcją jest transport (np. czynnika grzewczego lub chłodniczego). Następną warstwą jest rura osłonowa oddzielająca rurę przesyłową od warstwy izolacji. Jej zadaniem jest dylatacja, czyli techniczne oddzielenie rury od izolacji, co ma umożliwić właściwą pracę izolacji. Rura osłonowa pokryta jest izolacją. Jej rodzaj, a także grubość zależna jest od przeznaczenia rury, w tym także od temperatury przesyłanego czynnika (np. im wyższa temperatura czynnika transportowanego, tym grubsza izolacja). Izolacja pokryta jest zewnętrzną warstwą, stanowiącą zabezpieczenie przed niepożądanymi czynnikami zewnętrznymi, np. uszkodzeniami mechanicznymi. Pierwotnie do izolowania takich rur używano sztywnego krzemianu wapnia, następnie stosowano pianobeton (lata 70.-90. XX wieku), którego jednak wadą była znaczna kruchość. Od lat 90. XX wieku stosuje się do izolacji rur polimery, a ściślej rzecz biorąc sztywną piankę poliuretanową. 
Rury preizolowane stosowane są głównie w ciepłownictwie, gdzie są wykorzystywane do transportu czynnika grzewczego od źródła ciepła do odbiorcy.